# Snaptee
Snaptee是一間以香港為總部的手機自製T-shirt程式公司。2013年創始，只要將圖畫輸入App，即可製作屬於自己的T-shirt。

## 融資歷史
2013年2月，Snaptee成功得到第一筆60萬美元的種子投資，用於打手機用戶變成T-shirt設計師。

## Google PAY
2016年 Google 宣佈在香港推出 Google Pay，Snaptee是首批支援的 APP。